# Diário da Manhã (Goiânia)
O Diário da Manhã é um jornal brasileiro, surgido em 1980, na cidade de Goiânia. É oriundo do semanário Cinco de Março, fundado pelo casal Batista Custódio e Consuelo Nasser. Fechado por falência em 3 de outubro de 1984, foi reaberto por Custódio dois anos depois, em 10 de outubro de 1986.
Um dos primeiros jornais brasileiros e o primeiro do Estado de Goiás a dispor de seu conteúdo total e aberto em seu sítio na internet. Sua abertura para o meio digital teve início ainda no ano 2000. O jornal é atualmente composto por 32 páginas, divididas em 4 cadernos: principal (contendo cidades, economia, política e esportes), opinião pública, classificados e cultura (DMRevista).

## Jardim
No dia 10 de março de 2016, a Câmara Municipal de Goiânia autorizou o tombamento do conjunto de esculturas presentes no jardim externo à sede do Jornal Diário da Manhã, bem como seu acervo de pinturas e de espécies vegetais. As obras, instaladas em 1986, foram elaboradas por Batista Custódio e executadas pelo artista Omar Souto. O projeto foi gerido pelo vereador Anselmo Pereira, então presidente da câmara. Segundo ele, o patrimônio tombado consiste num “importante conjunto paisagístico implantado desde 1986 pelo jornalista Batista Custódio, editor geral do Diário da Manhã e pelo escultor e pintor Omar Souto, que há quinze anos realiza permanente trabalho de manutenção e restauração de suas obras”.

## Controvérsias
O jornal é também conhecido por publicar regularmente cartas psicografadas pelo jornalista Fábio Nasser, filho dos fundadores e ex-chefe de reportagem e editor de Política, que suicidou-se em 17 de janeiro de 1999, aos 33 anos. O periódico já publicou mais de 100 psicografias desde 2001. As mensagens são recebidas pela médium Mary Alves, que atua no Grupo Espírita Mãos Unidas, localizado no Jardim das Aroeiras, bairro de periferia da zona leste de Goiânia. Além de Mary Alves, outros médiuns e centros espíritas de Goiás também receberam mensagens do espírito.
Em 2007, uma demissão em massa de funcionários do Jornal Diário da Manhã foi repudiada pela Federação Nacional dos Jornalistas e pelo Sindicato dos Jornalistas Profissionais no Estado de Goiás. Segundo a nota emitida, o editor geral do periódico, Batista Custódio, demitiu 28 funcionários por aderirem silenciosamente a um protesto onde todos foram trabalhar usando roupas pretas em protesto pelo atraso de salários. Ainda segundo a nota, os profissionais que não aderiram ao protesto foram coagidos a usar um adesivo confeccionado pela empresa contendo a frase "Eu amo o DM", sendo a palavra "amo" substituída por um coração no adesivo.
Em 11 de outubro de 2016, o grupo empresarial responsável pela edição do Diário da Manhã entrou com pedido de recuperação judicial. Estima-se que o jornal possua um débito de cerca de 17 milhões de reais em dívidas trabalhistas.